# 167852 Maturana
167852 Maturana è un asteroide della fascia principale. Scoperto nel 2005, presenta un'orbita caratterizzata da un semiasse maggiore pari a 3,0699373 UA e da un'eccentricità di 0,0494382, inclinata di 8,83518° rispetto all'eclittica.